# Palais Almásy-Andrássy
Le Palais Almásy-Andrássy (en hongrois : Almásy-Andrássy-palota) est un édifice situé dans le 8e arrondissement de Budapest.